# Kousek nebe
Kousek nebe je český romanticko dramatický film z roku 2005 natočený režisérem Petrem Nikolaevem. 
Film se odehrává ve vězeňském prostředí v padesátých letech v době po komunistickém převratu. Hlavním tématem je přátelství a láska, která pomáhala nespravedlivě odsouzeným lidem přežít kruté podmínky ve věznicích té doby. Hrdina filmu, Luboš, potkává ve vězení Slovenku Danu. Vzniká láska, která oba milence, ačkoliv se spolu téměř nemohou stýkat, udržuje daleko od krutostí a naschválů místních dozorců.

## Obsazení
| Jakub Doubrava          | Luboš  |
| Táňa Pauhofová          | Dana   |
| Petr Forman             | Bruno  |
| Zuzana Stivínová mladší | Dorota |
| Karel Zima              | Dráb   |
| Ondřej Vetchý           | Rusnák |
| Pavel Zedníček          | Roubal |
| Vladimír Javorský       | Šebek  |
| Pavel Landovský         | Starej |
| Rudolf Pellar           | Básník |